# اورکو اولاسابال
اورکو اولاسابال (باسکی: Urko Olazabal؛ زادهٔ ۱۹۷۸) بازیگر اهل اسپانیا است. وی بابت ایفای نقشِ «لوئیس کاراسکو» در فیلم مایشابل به کارگردانی ایسیار بولائین شهرت دارد. او در زندگی شخصی خود مدتی با سرطان لنفوم دست و پنجه نرم می‌کرد.
از فیلم‌ها یا مجموعه‌های تلویزیونی که وی در آن‌ها نقش داشته است، می‌توان به دیار اجدادی، دردسر قریب‌الوقوع و مایشابل اشاره نمود.

## جوایز
- جوایز گویا (بهترین بازیگر نقش مکمل مرد) (۲۰۲۲)
- جایزه فروس (۲۰۲۲)
- جوایز حلقه نویسندگان سینمایی (۲۰۲۲)
- جایزه اتحادیه بازیگران مرد و بازیگران زن باسک (۲۰۲۲)